# Marie (Schiff, 1906)
| Marie (Sperrbrecher 15)                                                            | Marie (Sperrbrecher 15)                                                      | Marie (Sperrbrecher 15)                                                      |
| Deutsches Reich                                                                    | Deutsches Reich                                                              | Deutsches Reich                                                              |
| ---------------------------------------------------------------------------------- | ---------------------------------------------------------------------------- | ---------------------------------------------------------------------------- |
| Hilfsschiff Marie der Kaiserlichen Marine (Sperrbrecher 15 ex britisch Dacre Hill) |                                                                              |                                                                              |
| Schiffsdaten                                                                       |                                                                              |                                                                              |
| Schiffsname                                                                        | SMH Marie (SpB 15), Ex Dacre Hill                                            | SMH Marie (SpB 15), Ex Dacre Hill                                            |
| Schiffstyp                                                                         | Hilfsschiff / Blockadebrecher                                                | Hilfsschiff / Blockadebrecher                                                |
| Schiffsklasse                                                                      | Stückgutschiff                                                               | Stückgutschiff                                                               |
| Kiellegung:                                                                        | 1905                                                                         | 1905                                                                         |
| Stapellauf (Schiffstaufe):                                                         | 23. Dezember 1905                                                            | 23. Dezember 1905                                                            |
| Indienststellung als Hilfsschiff:                                                  | 1915                                                                         | 1915                                                                         |
| Bauwerft:                                                                          | Joseph L. Thompson and Sons, Sunderland Yard, Bau-Nr. 440                    | Joseph L. Thompson and Sons, Sunderland Yard, Bau-Nr. 440                    |
| Reederei:                                                                          | W. Price & Co., Liverpool                                                    | W. Price & Co., Liverpool                                                    |
| Heimathafen:                                                                       | Liverpool                                                                    | Liverpool                                                                    |
| Unterscheidungssignal:                                                             |                                                                              |                                                                              |
| Besatzung:                                                                         | 30 Mann (als Hilfsschiff)                                                    | 30 Mann (als Hilfsschiff)                                                    |
| Verbleib:                                                                          | 14. Mai 1916 interniert in Batavia; 1934 abgewrackt in Lettland              | 14. Mai 1916 interniert in Batavia; 1934 abgewrackt in Lettland              |
| Technische Daten                                                                   |                                                                              |                                                                              |
| Wasserverdrängung:                                                                 | ca. 5.000 t                                                                  | ca. 5.000 t                                                                  |
| Länge:                                                                             | 95,7 m                                                                       | 95,7 m                                                                       |
| Breite:                                                                            | 14,2 m                                                                       | 14,2 m                                                                       |
| Rauminhalt:                                                                        | 2674 BRT                                                                     | 2674 BRT                                                                     |
| Tiefgang:                                                                          | 6,15 m                                                                       | 6,15 m                                                                       |
| Maschinenanlage:                                                                   | Eine Dreifach-Expansions-Dampfmaschine, John Dickinson & Sons, Monkwearmouth | Eine Dreifach-Expansions-Dampfmaschine, John Dickinson & Sons, Monkwearmouth |
| Anzahl der Schrauben:                                                              | 1                                                                            | 1                                                                            |
| Leistung:                                                                          | x PS                                                                         | x PS                                                                         |
| Geschwindigkeit:                                                                   | 8 kn                                                                         | 8 kn                                                                         |
| Kommandant                                                                         |                                                                              |                                                                              |
| Leutnant zur See der Reserve                                                       | Conrad Sörensen                                                              | Conrad Sörensen                                                              |

Die Marie (Sperrbrecher 15) war ein Blockadebrecher der Kaiserlichen Marine, der von Januar bis März 1916 eine Versorgungsladung für die Schutztruppe des Obersten Paul von Lettow-Vorbeck durch die britischen Blockaden in der Nordsee und vor Deutsch-Ostafrika transportierte. Im Gegensatz zur Rubens, die etwa ein Jahr zuvor Lettow-Vorbeck versorgte, konnte die Marie Deutsch-Ostafrika wieder verlassen.

## Vorgeschichte und Ausrüstung
Das Schiff wurde 1905 im Auftrag der Chart Shipping Company bei der Werft Joseph L. Thompson and Sons in North Sands in Sunderland auf Stapel gelegt. Der Stapellauf des Stückgutdampfers Dacre Hill fand am 23. Dezember 1905 statt und im Februar 1906 wurde das Schiff mit der Baunummer 440 an seine neuen Eigner übergeben. Die Bereederung des fertiggestellten Schiffes erfolgte durch die Liverpooler Reederei W. Price & Co.
Nachdem die Nachricht vom Eintreffen der Rubens vor Tanga Deutschland nur unvollständig erreicht hatte, glaubte man im Reichskolonialamt zunächst, auf die Entsendung eines zweiten Hilfsschiffs verzichten zu können. Wenn überhaupt sollte dies durch eines der deutschen Schiffe geschehen, die seit Kriegsbeginn in südamerikanischen Häfen lagen. Dieses Vorhaben wurde aber aufgrund des Verlustes der Dresden – des letzten deutschen Kreuzers in diesen Gewässern – und des zunehmenden, diplomatischen Drucks von Großbritannien auf neutrale Staaten immer schwieriger. Nach und nach wurde bekannt, dass ein Teil der Rubens-Ladung im April 1915 durch die Brände und Selbstversenkung im seichten Küstengewässer unbrauchbar geworden war. Zudem war ein dringendes Hilfegesuch des Gouverneurs von Deutsch-Ostafrika, Heinrich Schnee, eingetroffen, der eine umfangreiche Nachschublieferung erbat.
Daraufhin wurde die Dacre Hill, die bei Kriegsbeginn in Hamburg beschlagnahmt worden war, zum Hilfsschiff ausgerüstet. Als Kapitän wurde Conrad Sörensen aus Flensburg bestimmt, der für diesen Zweck eigens in den Rang eines Leutnants zur See der Reserve erhoben wurde. Ähnlich wie bei der Rubens vertraute man das Kommando damit einem Dänisch sprechenden Handelsschiffskapitän an. Als Militärberater fungierte Hauptmann von Kaltenborn-Stachau, der sich in Ostafrika der Schutztruppe anschließen sollte, um sie im Gebrauch der neuen Waffen zu schulen. Ferner fuhr Kapitän Schapp mit, der als Angehöriger der Deutschen Ost-Afrika Linie mit der Küste der Kolonie vertraut war.
Für die Schutztruppe wurden vor allem Bekleidung, Medikamente, Munition, Proviant und Waffen eingeladen. Die Güter waren vorsorglich in handlichen Trägerlasten portioniert und möglichst wasserdicht verpackt. Für die 10,5-cm-Geschütze des aufgegebenen Kreuzers Königsberg wurden vier Lafetten mitgeführt, die von der Firma Krupp mit besonderen Rädern ausgestattet waren. Der Post im deutschen Einflussbereich wurden Freimarken gebracht, da der Briefmarkenbestand kriegsbedingt zu Ende ging. Zuletzt wurde aus Gründen der Tarnung eine Holzladung übernommen.

### Liste der militärischen Ladung
Folgende Waffen- und Munitionsbestände befanden sich an Bord der Marie:
| Posten                           | Anzahl |
| -------------------------------- | ------ |
| Gewehrpatronen                   | 3 Mio. |
| Gewehrgranaten                   | 2000   |
| Karabiner                        | 2000   |
| Eierhandgranaten                 | 1500   |
| Seeminen                         | 5      |
| 10,5-cm-Feldhaubitzen            | 4      |
| 8,8-mm-Maschinengewehre          | 4      |
| Landungslafetten für MGs         | 4      |
| Radlafetten f. 10,5-cm-Geschütze | 4      |
| 7,5-cm-Gebirgsgeschütze          | 2      |

### Tarnungen
Die deutsche Marine führte das Schiff als Sperrbrecher 15. Er wurde erst während der Fahrt auf den Namen Marie getauft und so von Kapitän und Mannschaft genannt. (Nach der Tatsachenerzählung von Peter Eckart war dies der Vorname von Sörensens Ehefrau.) Außerdem wurden mehrere Tarnidentitäten entwickelt. Zunächst wurde das Schiff als dänischer Dampfer Nordamerika mit Heimathafen Kopenhagen gekennzeichnet. Die Markierungen wurden aber sogleich mit beschrifteten bzw. bemalten Platten verdeckt, die das Schiff als schwedische Ajax mit Heimathafen Gävle auswiesen. Am Schiffsrumpf konnten damit wahlweise die dänische oder die schwedische Flagge als weithin sichtbares Zeichen der Neutralität gezeigt werden. Der Schornstein war auf gleiche Weise mit den entsprechenden Reedereisymbolen versehen. Außerdem wurden zwei Deckshäuser als Kulissen errichtet, die schnell ab- und aufgebaut werden konnten, um die Silhouette des Schiffes zu ändern.
Diese Vorkehrungen und Maßnahmen wurden von Oktober bis Dezember 1915 getroffen und im Marinehafen von Wilhelmshaven umgesetzt.

## Versorgungsfahrt nach Ostafrika

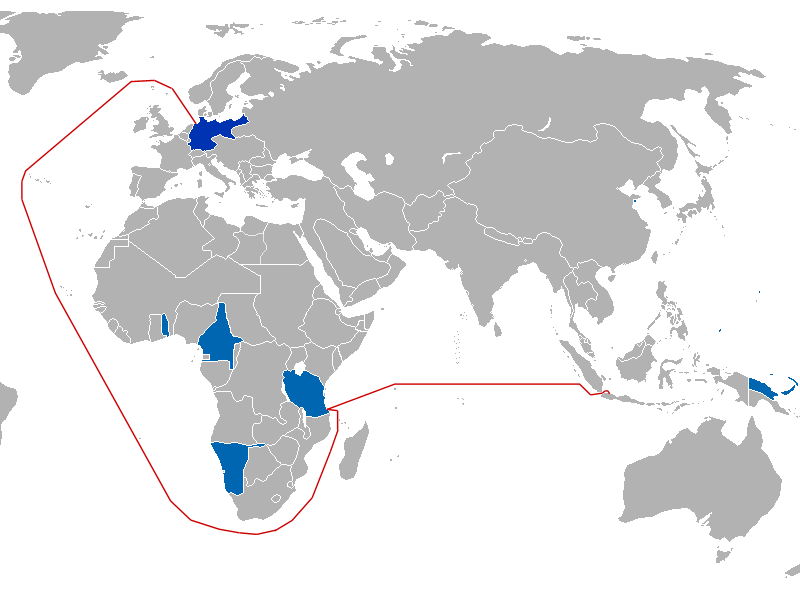
Fahrt der Marie Januar bis Mai 1916

Am 9. Januar 1916 war Marie bereit zum Auslaufen. Die eigentlichen Transportgüter waren in den unteren Laderäumen seefest verstaut. Darauf waren Holzbretter als Deckslagung geschichtet. Die Reede von Wilhelmshaven wurde mittags unter schwedischer Flagge Richtung Nordsee verlassen. Die Nacht wurde am Eider-Feuerschiff verbracht, bevor am Folgetag die deutschen Gewässer verlassen wurden.

### Die Reise
Noch vor dem Passieren des Horns Rev in Begleitung eines deutschen U-Bootes wurden die Tarnplatten beseitigt, um die dänische Identität anzunehmen. Am 12. Januar 1916, als sich Marie noch in der Nordsee befand, wurde das Gepäck der Besatzung gemustert. Auch die persönlichen Gegenstände sollten bei einer etwaigen Durchsuchung möglichst wenig Anhaltspunkte für die wahre Identität des Schiffes liefern. Die Besatzungsmitglieder erhielten gefälschte Papiere und mussten erfundene Biographien auswendig lernen. Deutsche Aufschriften, inklusive Markennamen, waren zu beseitigen. Angeblich waren sogar auffällige Tätowierungen der Seeleute strengstens zu verbergen. Vom 16. bis zum 20. Januar 1916 verhinderte ein schwerer Sturm die Weiterfahrt in den Nordatlantik, die schließlich südlich von Island erfolgt. Nach Wetterbesserung überschritt Marie an Kaisers Geburtstag am 27. Januar die Handelsroute Britische Inseln–Nordamerika. Bei freiem Horizont ließ Sörensen kurzzeitig die Kriegsflagge setzen und die Besatzung in Uniform antreten. Erst jetzt wurde jedem das Fahrtziel Deutsch-Ostafrika mitgeteilt. Am 1. Februar 1916 wurde festgestellt, dass trotz aller Vorsorge ein Teil der militärischen Ausrüstung nass geworden war. Hauptmann von Kaltenborn-Stachau begann noch auf hoher See mit der Reinigung und Instandsetzung. Ein Gebirgsgeschütz wurde auf Deck montiert, um es im Falle eines Angriffs als behelfsmäßige Schiffsartillerie einzusetzen. Am 15. Februar 1916 folgte die Äquatortaufe und am 4. März 1916 die Rundung des Kaps der Guten Hoffnung mit 70 Seemeilen Abstand zur afrikanischen Küste. Mit der Einfahrt in den Kanal von Mosambik stieg die Gefahr des Entdecktwerdens. Die Mannschaft wurde noch intensiver auf mögliche Kontrollen trainiert.

### Ankunft in Ostafrika
Da kein Funkspruch aus Deutsch-Ostafrika eintraf und eigene Funkanfragen das Schiff möglicherweise verraten hätten, musste Sörensen selbst den günstigsten Küstenabschnitt zum Durchbruch wählen. Vor die Wahl gestellt, entweder Lindi oder Sudi anzulaufen, entschied er sich mangels geeigneter Seekarte für die kleinere Sudi-Bucht, etwas südlich von Lindi. (Wäre die Wahl auf Lindi gefallen, hätte Marie durch den britischen Kreuzer Hyacinth abgefangen werden können, der bei Lindi patrouillierte und dem schon die Rubens 1915 zum Opfer fiel.) Nachdem einige an Bord befindliche Waffen einsatzbereit gemacht waren, wurde mit Höchstfahrt auf die ostafrikanische Küste bei Sudi zugehalten. Begünstigt durch sichtbehinderndes Wetter gelang der Durchbruch. Bei Tagesanbruch des 16. März 1916 stand Marie schließlich nach 65 Seetagen vor der Einfahrt der Sudi-Bucht. Trotz kurzer Grundberührung bei der seichten Einfahrt zur Bucht konnten die tückischen Sandbänke mit Hilfe eines Beibootes passiert werden. Die L-förmige Bucht war von See kaum einsehbar und bot für die erste Zeit ein sicheres Versteck. Dennoch wurden schnellstens Signalposten eingerichtet.

## Aufenthalt in Ostafrika und Weiterfahrt
Zunächst veranlasste Sörensen die militärische Sicherung der Bucht. Die fünf mitgeführten Seeminen legt man in der schmalen Einfahrt aus, während die Geschütze im nahe gelegenen Sudi-Dorf aufgebaut wurden und ein Maschinengewehrposten außerhalb der Bucht platziert wurde. Danach machte sich die Mannschaft an die Erkundung der Umgebung, um herauszufinden, ob sich die Region um Lindi überhaupt noch unter deutscher Kontrolle befand. Da die Einwohner die Marie anfangs für ein britisches Schiff hielten und die Besatzung kein Swahili beherrschte, war dies nicht leicht in Erfahrung zu bringen. Schließlich trafen Askaris und später auch europäische Schutztruppenangehörige aus Lindi ein und halfen eiligst bei der Entladung der Fracht. Hierzu wurde aus der Holzladung, die ursprünglich der Tarnung gedient hatte, ein provisorischer Pier gebaut und der Nachschub bis zum 27. März 1916 an Land geschafft. Die nächsten Tage vergingen mit dem Verholen des Schiffes zur Vorbereitung des geplanten Wiederauslaufen. Aus Mangel an Kohlen wurde Feuerholz für die Schiffskessel geschlagen.

### Beschießung durch die Briten

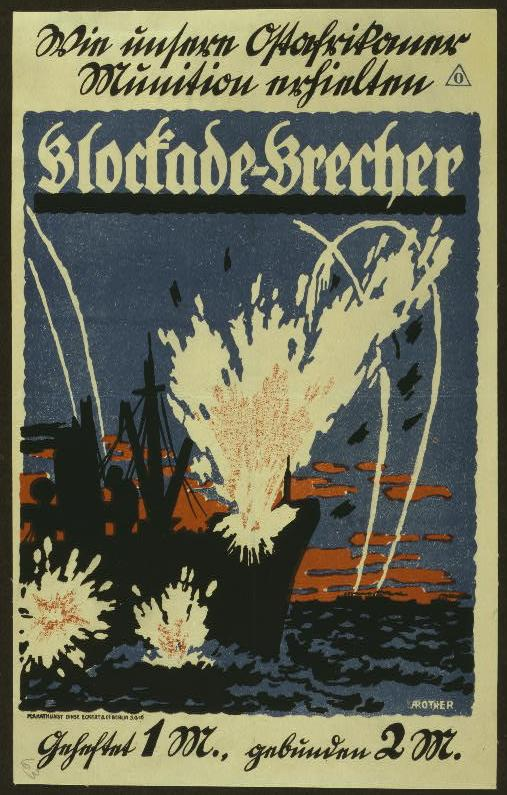
Marie liegt unter Beschuss: Illustration des Buches Blockade-Brecher von Selow-Serman.

Am 11. April 1916 erschienen ein britischer Kreuzer und zwei kleinere Hilfsschiffe vor der Sudi-Bucht. Letztere konnten in die Bucht eindringen, die Marie aus nächster Nähe mit kleinkalibrigen Bordwaffen beschießen und das Geschützfeuer des Kreuzers lenken. Nach mehrstündigem Beschuss des Schiffes zogen sich die Briten zurück, da sie annahmen, Marie fahrunfähig geschossen zu haben. Nach eingehender Prüfung durch Sörensen und die verbleibenden Besatzungsmitglieder stellt sich jedoch heraus, dass das Schiff zwar zahlreiche Granattreffer und Brandschäden erlitten hatte, die wesentlichen Bauteile – Kessel, Maschinen, Welle und Schiffsboden – aber weitgehend unversehrt geblieben waren. Löcher im Schiffsrumpf unterhalb der Wasserlinie wurden daraufhin notdürftig abgedichtet, so dass Marie mit erheblichen Decksschäden schwimmfähig blieb.

### Auslaufen und Fahrt nach Niederländisch-Indien
Eine Rückfahrt bis nach Deutschland erschien angesichts der erlittenen Schäden aussichtslos. Stattdessen sollte das Schiff im Auftrag des Gouverneurs von Deutsch-Ostafrika in den neutralen, niederländischen Hafen von Batavia fahren, um möglichst mit Proviant und Medikamenten zurückzukehren. Am 22. April 1916 gelang die Flucht aus der Sudi-Bucht in den Indischen Ozean. Neben Hauptmann von Kaltenborn-Stachau bleiben auch einige Besatzungsmitglieder zur Unterstützung der Schutztruppe in Deutsch-Ostafrika zurück. Die Fahrt nach Osten war durch die Erkrankung und den Tod von Besatzungsmitgliedern geprägt. Am 14. Mai 1916 erreicht man den Hafen von Tanjung Priok bei Batavia. Nach einigen Tagen auf Reede wurde das Schiff in den Hafen verlegt und einer strengen Untersuchung durch die niederländischen Behörden unterzogen.

## Weiterer Verlauf
In dem nun folgenden Verfahren um die rechtliche Rolle des Schiffes und seiner Besatzung stellte sich rasch heraus, dass die Niederländer das Schiff nicht freigeben würden. In der Folge kam es zu diplomatischen Verwicklungen zwischen den Niederlanden und dem Vereinigten Königreich um die Rückgabe des ursprünglich britischen Schiffes.
Für kurze Zeit verfolgte Sörensen den Plan, heimlich ein anderes Schiff in Südostasien nebst Hilfsgüter anzukaufen und damit nach Ostafrika zurückzukehren. Nach dem Kriegseintritt der USA geriet er jedoch in amerikanische Gefangenschaft und kehrte erst nach Kriegsende zurück nach Deutschland.
1919 wurde Marie schließlich wieder in Dacre Hill umbenannt. 1924 kaufte die Reederei George Nisbet & Company die Dacre Hill und nannte sie Blaircree. 1925 ging sie wiederum an Helmsing & Grimm und fuhr unter dem Namen Baltmor. 1934 erfolgte die Verschrottung in Lettland.